# قانون مانو
لفظة مانو مثل لفظة فرعون كانت تطلق على الملوك المؤلهين وقد اعتقد الهنود القدماء أن سبعة من الملوك المؤلهين كانو قد حكمو العالم في الماضي وأن الإله براهما كان قد أوحى إلى أول هؤلاء الملوك (أول مانو) بهذا القانون ثم نقل الملك أحكام هذا القانون إلى الكهنة الذين حفظوه وتناقلوه جيلاً بعد جيل ثم دونوه في كتاب ضخم باللغة السنسكريتية وهي اللغة الهندية القديمة.

## تاريخ وضع القانون
يرجح أن تاريخ وضع هذا القانون يعود إلى القرن الثالث عشر قبل الميلاد ويعود سبب هذا الترجيح إلى أن الفلسفة الدينية التي تستفيد من نصوص هذا القانون تقوم على فكرة التوحيد التي كانت سائدة في القرن الثالث عشر قبل الميلاد.

## هدف القانون
أما الهدف من وضعه فهو في سبيل إرشاد فئة من الشعب وهم البراهميه فهو بمثابة مرشد لهم في السلوك الإنساني، ومع الزمن أصبح يطبق على كافة أفراد المجتمع الهندي.

## الطبقات في قانون مانو
لم يهدف قانون مانو إلى تحقيق المساواة فقد قسم المجتمع إلى أربع طبقات: طبقة البراهمة(الكهنة), طبقة المحاربين، طبقة الزراع والتجار، وطبقة العمال، وهناك افراد لا ينتمون إلى أي طبقه وهم المنبوذين الذين يحرم ملامستهم أو إقامة الصلاة معهم.
و اختلفت الحقوق بتدرج الطبقات فطبقة البراهمة لهم كافة الحقوق اما المحاربين فلهم بعض الحقوق ال الطبقات المتبقيه فليس لها أي حق.
هذا بالنسبة للحقوق العامة اما الحقوق الخاصة فانه قانون مانو اعترف بتعدد الزوجات فالبراهمة لهم أربع زوجات والمحاربين ثلاث والمزارعين والتجار اثنتين اما العمال فواحده.